# Thomaz Farkas
Thomas Jorge Farkas, nascido Farkas Tamás György (Budapeste, 17 de outubro de 1924 — São Paulo, 25 de março de 2011), foi um dos pioneiros da moderna fotografia do Brasil.

## Biografia
Húngaro de nascimento, Farkas veio para o Brasil quando criança, em 1930. Seu pai, Desidério Farkas (Farkas Dezső), foi sócio-fundador da Fotoptica, empresa que também viria a dirigir. Iniciou sua carreira de fotógrafo na década de 1940 e foi um dos mais expressivos membros do Foto Cine Clube Bandeirante. Em sua obra destaca-se o registro da construção e inauguração de Brasília. Criou em 1979 a Galeria Fotoptica em São Paulo, destinada exclusivamente a exposição de fotografias.
Engenheiro de formação, foi professor de Fotografia, Fotojornalismo e Jornalismo Cinematográfico da Escola de Comunicações e Artes da Universidade de São Paulo. Foi também produtor de documentários, entre os quais destacam-se Brasil Verdade, Jânio a 24 Quadros e Coronel Delmiro Gouveia.
Morreu em São Paulo, aos 86 anos de idade.